# اوتورونقانی (ایچونا)
اوتورونقانی (به اسپانیایی: Uturunqani) یک کوه در پرو است که در منطقه موکگوا واقع شده است. اوتورونقانی ۴٬۸۰۰ متر بالاتر از سطح دریا واقع شده است.